# Ripley (Misisipi)
Ripley es una ciudad del Condado de Tippah, Misisipi, Estados Unidos. Según el censo de 2000 tenía una población de 5.478 habitantes y una densidad de población de 184.1 hab/km².

## Demografía
Según el censo de 2000, había 5.478 personas, 2.174 hogares y 1.441 familias residiendo en la localidad. La densidad de población era de 184,1 hab./km². Había 2.334 viviendas con una densidad media de 78,4 viviendas/km². El 75,65% de los habitantes eran blancos, el 19,90% afroamericanos, el 0,22% amerindios, el 0,20% asiáticos, el 0,02% isleños del Pacífico, el 3,34% de otras razas y el 0,68% pertenecía a dos o más razas. El 4,91% de la población eran hispanos o latinos de cualquier raza.
Según el censo, de los 2.174 hogares en el 32,0% había menores de 18 años, el 47,0% pertenecía a parejas casadas, el 15,2% tenía a una mujer como cabeza de familia y el 33,7% no eran familias. El 30,5% de los hogares estaba compuesto por un único individuo y el 14,4% pertenecía a alguien mayor de 65 años viviendo solo. El tamaño promedio de los hogares era de 2,41 personas y el de las familias de 2,99.
La población estaba distribuida en un 24,5% de habitantes menores de 18 años, un 10,7% entre 18 y 24 años, un 26,4% de 25 a 44, un 20,4% de 45 a 64 y un 18,0% de 65 años o mayores. La media de edad era 36 años. Por cada 100 mujeres había 84,9 hombres. Por cada 100 mujeres de 18 años o más, había 81,3 hombres.
Los ingresos medios por hogar en la localidad eran de 25.728 dólares ($) y los ingresos medios por familia eran 31.174 $. Los hombres tenían unos ingresos medios de 26.275 $ frente a los 20.160 $ para las mujeres. La renta per cápita para la ciudad era de 12.979 $. El 21,0% de la población y el 18,3% de las familias estaban por debajo del umbral de pobreza. El 26,7% de los menores de 18 años y el 21,9% de los habitantes de 65 años o más vivían por debajo del umbral de pobreza.

## Geografía
Según la Oficina del Censo de los Estados Unidos, Ripley tiene un área total de 29,9 km² de los cuales 29,8 km² corresponden a tierra firme y 0,1 km² a agua. El porcentaje total de superficie con agua es 0,35%.